# Rishi Sunak
Rishi Sunak (Southampton, 12. svibnja 1980.) je britanski političar. Izabrani premijer Ujedinjenog Kraljevstva prisegu će položiti 25. listopada 2022., nakon što je 24. listopada 2022. izabran za predsjednika konzervativne stranke kao jedini kandidat na unutarstranačkim izborima. Prethodno je služio kao kancelar Državne blagajne od 2020. do 2022. godine te kao glavni tajnik Ministarstva financija od 2019. do 2020. godine. Član je Konzervativne stranke, te član parlamenta (MP) za Richmond (Yorks) od 2015. godine.
Rođen u Southamptonu od roditelja pandžabskih hinduista koji su odrasli u jugoistočnoj Africi. Sunak se školovao na koledžu Winchester. Nakon toga je studirao filozofiju, politiku i ekonomiju na Lincoln Collegeu u Oxfordu, a kasnije je stekao MBA na Sveučilištu Stanford, kao Fulbrightov stipendist. Dok je studirao na Stanfordu, upoznao je svoju buduću suprugu Akshatu Murty, kćer Narayana Murthyja, indijskog biznismena milijardera koji je osnovao Infosys. Sunak i Murthy su 222. najbogatiji ljudi u Britaniji, s ukupnim bogatstvom od 730 milijuna funti 2022. godine. Nakon diplome radio je za Goldman Sachs, a kasnije kao partner u hedge fondovima The Children's Investment Fund Management i Theleme Partners.
Izabran za Richmond na općim izborima 2015., te je služio u drugoj vladi Therese May kao parlamentarni državni podtajnik za lokalnu upravu. Tri puta je glasao za Mayin sporazum o povlačenju iz Brexita. Nakon što je May dala ostavku, Sunak je podržavao kampanju Borisa Johnsona da postane vođa konzervativaca. Nakon što je Johnson izabran i imenovan za premijera, postavio je Sunaka za glavnog tajnika Ministarstva financija. Sunak je zamijenio Sajida Javida na mjestu kancelara Državne blagajne nakon njegove ostavke u veljači 2020. godine.
Dana 8. srpnja 2022. objavio je svoju kandidaturu da zamijeni Johnsona na izborima za vodstvo Konzervativne stranke, koji su se održali 5. rujna 2022. godine. Bio je favorit na izborima za vođu stranke, te ujedno za poziciju premijera Ujedinjenog Kraljevstva, na koju je i izabran.